# .44 Magnum
El .44 Remington Magnum, o simplemente .44 Magnum, 10,95 × 33 mmR según el sistema métrico, es un cartucho para revólver diseñado por Remington para el revólver Modelo 29 de Smith & Wesson en 1955.
El .44 Remington Magnum, o simplemente .44 Magnum, es un cartucho de gran calibre diseñado originalmente para revólveres. Tras su introducción fue rápidamente adoptado para su uso en carabinas y fusiles. A pesar de la designación ".44", todas las armas diseñadas para el cartucho .44 Magnum, y su antecesor, el .44 Special, utilizan proyectiles de 0,429 pulgadas de diámetro aproximadamente. (10,9 mm).
El .44 Magnum se basa en un casquillo alargado de .44 Special, con una superior carga de pólvora para una mayor energía. Poco después de su introducción, el .44 Magnum fue eclipsando en el poder al cartucho .454 Casull, y otros, y sigue siendo el más popular cartucho Magnum de gran calibre. Cuando se carga al máximo y con un proyectil de gran peso y máxima penetración, el cartucho .44 Magnum es adecuado para la caza de todas las especies de América del Norte, a costa de un gran retroceso y fogonazo. Sin embargo, los cartuchos con cargas de baja velocidad y balas ligeras tienen menos retroceso y son más precisos al disparar.
Se hizo muy popular junto al revólver Smith & Wesson modelo 29 gracias a la aparición en la película Dirty Harry protagonizada por Clint Eastwood; desde entonces las ventas del cartucho tanto como del revólver subieron en los Estados Unidos.

## Orígenes
El cartucho .44 Magnum es el resultado final de muchos años de afinación en la recarga manual del cartucho .44 Special. El .44 Special, y otros cartuchos para pistola de gran calibre, se empezaron a recargar con balas de gran peso, alcanzando velocidades más altas de lo normal para un mejor rendimiento en la cacería. Uno de esos recargadores fue Elmer Keith, escritor y campista del siglo XX.
Elmer Keith se centró en el cartucho .44 Special como base para su experimentación, en lugar del cartucho más grande .45 Colt. En ese momento la selección de los proyectiles calibre .44 para recargadores era más variada, y el casquillo de .44 Special, con un menor diámetro que el casquillo .45 Colt, implicaba para los revólveres calibre .44 que los casquillos poseían paredes más gruesas, y por tanto, más fuertes que las de los de calibre .45. Esto le permitió ser utilizado a mayores presiones sin riesgo de un estallido del casquillo.
Keith alentó a Smith & Wesson y Remington a producir una versión comercial de esta nueva carga de alta presión, y revólveres diseñados para su uso. Mientras que Smith & Wesson produjo el primer prototipo de revólver diseñado en .44 Magnum, el famoso modelo 29, Sturm-Ruger efectivamente golpeó a S&W al comercializar con meses de anticipación, en 1956, una versión del revólver de acción simple Blackhawk en calibre .44 Magnum. La exacta razón de esto nunca quedó clara. Una versión dice que un empleado de Ruger encontró un cartucho marcado .44 Remington Magnum y se lo llevó a Bill Ruger, mientras que otra dice que un empleado de Remington proporcionó a Ruger muestras iniciales de la munición.
El cartucho .44 Magnum es ligeramente más largo que el .44 Special; esto no es debido a la necesidad de más espacio para el propelente, sino para evitar que este cartucho con presión mucho más alta sea utilizado en armas diseñadas para el más débil .44 Special.

## Desarrollo
Se trata, básicamente, de un .44 Special que en lugar de alcanzar una velocidad de salida de 250 metros por segundo alcanza los 450 metros por segundo. Fue diseñado para la caza mayor con pistola de animales de la envergadura del reno o el oso.
El .44 Magnum no es un calibre adecuado para la defensa personal de la mayoría de personas, porque su gran potencia provoca un gran retroceso, lo que hace que sea difícil de manejar para casi cualquiera. Además, existen calibres más modestos pero que cumplen bien con la tarea de derribar un blanco humano, sin tener que ser inmanejables.
Con el paso del tiempo, además de revólveres también lo han usado algunas carabinas y pistolas semiautomáticas.

## Armas que emplean el .44 Magnum
- Revólver Colt Anaconda
- Revólver S&W Modelo 29
- Revólver Ruger Redhawk
- Revólver Ruger Super Redhawk
- Revólver Ruger Blackhawk
- Algunas versiones de la carabina Marlin Modelo 1894 (1894,1894SS, 1894P)
- Revólver Interarms Virginian Dragoon
- Desert Eagle